# Milan Tučić
Milan Tučić (Ljubljana, 1996. augusztus 15. –) szlovén labdarúgó, az Újpest játékosa, csatár.

## Pályafutása

### Klubcsapatokban
Tučić a Bravo nevelése. A felnőttek között is nevelőklubjában debütált, a 2014-15-ös idényben, a negyedosztályban, ahol valósággal ontotta a gólokat. A 2016–17-es szezonban 23 meccsen 32 gólt szerzett a harmadosztályban. 2017-ben leigazolta az elsőosztályú Rudar Velenje. A Velenjei csapatban 69 bajnoki mérkőzésen 23 találatot jegyzett. 2019-ben szerződött a belga OH Leuvenhez. 2021-ben visszakerült nevelőklubjához, ahol ismét szépen termelte a gólokat. 2021 és 2023 között a japán Hokkaidó Szapporo csapatát erősítette. 2024-ben visszatért az NK Bravohoz, ahol a 2024–25-ös szezonban 18 bajnoki találkozón 7 gólig jutott. 2025. január 24-én leigazolta az Újpest.

### A válogatottban
Az U21-es válogatottban hat mérkőzést játszott amiken 2 gólt szerzett. Első mérkőzését Luxemburg ellen játszotta egy Eb-selejtező mérkőzésen. Első gólját pedig Franciaország ellen szerezte, szintén egy Eb-selejtezőn.

## Statisztikák

### Klubcsapatokban
2025. május 11-i állapot szerint.
| Klub              | Szezon           | Bajnokság | Bajnokság | Kupa  | Kupa  | Ligakupa | Ligakupa | Nemz. kupa | Nemz. kupa | Összesen | Összesen |
| Klub              | Szezon           | Mérk.     | Gólok     | Mérk. | Gólok | Mérk.    | Gólok    | Mérk.      | Gólok      | Mérk.    | Gólok    |
| ----------------- | ---------------- | --------- | --------- | ----- | ----- | -------- | -------- | ---------- | ---------- | -------- | -------- |
| Bravo             | 2014–15          | 1         | 0         | —     | —     | —        | —        | —          | —          | 1        | 0        |
| Bravo             | 2015–16          | 24        | 15        | —     | —     | —        | —        | —          | —          | 24       | 15       |
| Bravo             | 2016–17          | 23        | 32        | —     | —     | —        | —        | —          | —          | 23       | 32       |
| Bravo             | Összesen         | 48        | 47        | —     | —     | —        | —        | —          | —          | 48       | 47       |
| Rudar Velenje     | 2017–18          | 28        | 7         | 0     | 0     | —        | —        | —          | —          | 15       | 0        |
| Rudar Velenje     | 2018–19          | 35        | 15        | 0     | 0     | —        | —        | 3          | 2          | 38       | 17       |
| Rudar Velenje     | 2019–20          | 6         | 1         | 0     | 0     | —        | —        | —          | —          | 6        | 1        |
| Rudar Velenje     | Összesen         | 69        | 23        | 0     | 0     | —        | —        | 3          | 2          | 72       | 25       |
| OH Leuven         | 2019–20          | 3         | 0         | 1     | 0     | —        | —        | —          | —          | 4        | 0        |
| OH Leuven         | 2020–21          | 1         | 0         | —     | —     | —        | —        | —          | —          | 1        | 0        |
| OH Leuven         | Összesen         | 4         | 0         | 1     | 0     | —        | —        | —          | —          | 5        | 0        |
| Bravo             | 2020–21          | 18        | 10        | 0     | 0     | —        | —        | —          | —          | 18       | 10       |
| Bravo             | Összesen         | 18        | 10        | 0     | 0     | —        | —        | —          | —          | 18       | 10       |
| Hokkaidó Szapporo | 2021             | 11        | 2         | 0     | 0     | 1        | 0        | —          | —          | 12       | 2        |
| Hokkaidó Szapporo | 2022             | 14        | 0         | 0     | 0     | 5        | 1        | —          | —          | 19       | 1        |
| Hokkaidó Szapporo | 2023             | 12        | 0         | 2     | 0     | 6        | 3        | —          | —          | 20       | 3        |
| Hokkaidó Szapporo | Összesen         | 37        | 2         | 2     | 0     | 12       | 4        | —          | —          | 51       | 6        |
| Bravo             | 2023–24          | 9         | 0         | —     | —     | —        | —        | —          | —          | 9        | 0        |
| Bravo             | 2024–25          | 18        | 7         | 1     | 0     | —        | —        | 4          | 1          | 23       | 8        |
| Bravo             | Összesen         | 27        | 7         | 1     | 0     | —        | —        | 4          | 1          | 32       | 8        |
| Újpest            | 2024–25          | 7         | 0         | 1     | 0     | —        | —        | —          | —          | 8        | 0        |
| Újpest            | Összesen         | 7         | 0         | 1     | 0     | —        | —        | —          | —          | 8        | 0        |
| Karrier összesen  | Karrier összesen | 210       | 89        | 5     | 0     | 12       | 4        | 7          | 3          | 234      | 96       |

Jegyzetek
1. ↑  Mérkőzései a Európa-liga selejtezőjében
2. ↑  Mérkőzései a Konferencia Liga selejtezőjében